# 네슬레코리아
네슬레코리아(영어: Nestlé Korea)는 2014년 한국네슬레에서 분사가 된 기업이다.